# Odontobatrachus
Odontobatrachus is een geslacht van kikkers dat behoort tot de familie Odontobatrachidae. De groep werd officieel wetenschappelijk beschreven door Barej, Rödel, Loader, Schmitz in Barej, Rödel, Loader, Menegon, Gonwouo, Penner, Gvoždík, Rainer Günther, Bell, Nagel en Schmitz in 2014.
Deze groep is pas recentelijk erkend en in de literatuur wordt het geslacht nog niet vermeld. Van de vijf bekende soorten zijn er vier in 2015 voor het eerst wetenschappelijk beschreven. Alle soorten leven in delen van westelijk Afrika.

## Taxonomie
Geslacht Odontobatrachus
- Soort Odontobatrachus arndti
- Soort Odontobatrachus fouta
- Soort Odontobatrachus natator
- Soort Odontobatrachus smithi
- Soort Odontobatrachus ziama